# Linea Fukuen
La linea Fukuen (福塩線?, Fukuen-sen) è una ferrovia regionale di circa 78 km a scartamento ridotto che unisce la città di Fukuyama, nella prefettura di Hiroshima con quella di Miyoshi, anch'essa nella medesima prefettura, in Giappone. La linea è gestita dalla West Japan Railway Company (JR West) ed è parzialmente elettrificata, facendo parte del network suburbano di Hiroshima.

## Stazioni
- Tutti i treni fermano a tutte le stazioni
- Binari (tutta la linea è a binario singolo): in presenza di ◇ e ∨ i treni possono incrociarsi
- Tutte le stazioni si trovano nella prefettura di Hiroshima

| Elet.        | Stazione    | Giapponese | Distanza interst. | Distanza totale                         | Collegamenti                            | Binari  | Posizione |
| ------------ | ----------- | ---------- | ----------------- | --------------------------------------- | --------------------------------------- | ------- | --------- |
| Linea Fukuen |             |            |                   |                                         |                                         |         |           |
| Sì           | Fukuyama    | 福山       | -                 | 0.0                                     | Linea principale Sanyō Sanyō Shinkansen | ∨       | Fukuyama  |
| Sì           | Bingo-Honjō | 備後本庄   | 1.8               | 1.8                                     |                                         | ｜      | Fukuyama  |
| Sì           | Yokoo       | 横尾       | 4.3               | 6.1                                     |                                         | ◇       | Fukuyama  |
| Sì           | Kannabe     | 神辺       | 2.3               | 8.4                                     | Ferrovia di Ibara                       | ◇       | Fukuyama  |
| Sì           | Yudamura    | 湯田村     | 2.0               | 10.4                                    |                                         | ｜      | Fukuyama  |
| Sì           | Michinoue   | 道上       | 0.9               | 11.3                                    |                                         | ｜      | Fukuyama  |
| Sì           | Managura    | 万能倉     | 2.1               | 13.4                                    |                                         | ◇       | Fukuyama  |
| Sì           | Ekiya       | 駅家       | 1.2               | 14.6                                    |                                         | ｜      | Fukuyama  |
| Sì           | Chikata     | 近田       | 1.4               | 16.0                                    |                                         | ｜      | Fukuyama  |
| Sì           | Tode        | 戸手       | 1.0               | 17.0                                    |                                         | ｜      | Fukuyama  |
| Sì           | Kamitode    | 上戸手     | 1.8               | 18.8                                    |                                         | ｜      | Fukuyama  |
| Sì           | Shin-ichi   | 新市       | 1.2               | 20.0                                    |                                         | ◇       | Fukuyama  |
| Sì           | Takagi      | 高木       | 1.7               | 21.7                                    |                                         | ｜      | Fuchū     |
| Sì           | Ukai        | 鵜飼       | 1.0               | 22.7                                    |                                         | ｜      | Fuchū     |
| Sì           | Fuchū       | [府中      | 0.9               | 23.6                                    |                                         | ◇       | Fuchū     |
| No           |             | [府中      | 0.9               | 23.6                                    |                                         | ◇       | Fuchū     |
| Shimo-Kawabe | 下川辺      | 4.3        | 27.9              |                                         | ｜                                      |         | Fuchū     |
| Nakahata     | 中畑        | 3.9        | 31.8              |                                         | ｜                                      |         | Fuchū     |
| Kawasa       | 河佐        | 3.1        | 34.9              |                                         | ◇                                       |         | Fuchū     |
| Bingo-Mikawa | 備後三川    | 7.5        | 42.4              |                                         | ｜                                      | Sera    |           |
| Bingo-Yano   | 備後矢野    | 4.2        | 46.6              |                                         | ◇                                       | Fuchū   |           |
| Jōge         | 上下        | 3.7        | 50.3              |                                         | ◇                                       | Fuchū   |           |
| Kōnu         | 甲奴        | 4.4        | 54.7              |                                         | ｜                                      | Miyoshi |           |
| Kajita       | 梶田        | 2.4        | 57.1              |                                         | ｜                                      | Miyoshi |           |
| Bingo-Yasuda | 備後安田    | 5.2        | 62.3              |                                         | ｜                                      | Miyoshi |           |
| Kisa         | 吉舎        | 5.0        | 67.3              |                                         | ◇                                       | Miyoshi |           |
| Mirasaka     | 三良坂      | 6.3        | 73.6              |                                         | ｜                                      | Miyoshi |           |
| Shiomachi    | 塩町        | 4.4        | 78.0              | Linea Geibi (per Bingo-Ochiai)          | ◇                                       | Miyoshi |           |
| Linea Geibi  |             |            |                   |                                         |                                         |         |           |
| Kamisugi     | 神杉        | 1.5        | 79.5              |                                         | ◇                                       | Miyoshi |           |
| Yatsugi      | 八次        | 3.3        | 82.8              |                                         | ｜                                      | Miyoshi |           |
| Miyoshi      | 三次        | 2.3        | 85.1              | Linea Geibi (per Hiroshima) Linea Sankō | ◇                                       | Miyoshi |           |

## Materiale rotabile
- Elettrotreno a due casse della serie 105 (Fukuyama–Fuchū)
- Automotrice termica KiHa 120-300 a una cassa (Fuchū–Miyoshi)